# Terebella alata
Terebella alata är en ringmaskart som beskrevs av Grube 1858. Terebella alata ingår i släktet Terebella och familjen Terebellidae. Inga underarter finns listade i Catalogue of Life.